# Tennis Masters Cup 2005 – mužská čtyřhra
Soutěže mužské čtyřhry na Tennis Masters Cupu 2005 se zúčastnilo osm nejlepších párů v klasifikaci dvojic žebříčku ATP. Dvojnásobní obhájci titulu bratři Bryanové vypadli v semifinále. Jednalo se o první ročník turnaje od roku 1985, kdy se finále hrálo pouze na dva vítězné sety.
Deblový titul si připsal šestý nasazený francouzský pár Michaël Llodra a Fabrice Santoro, jehož členové ve finále zdolali turnajové pětky Leandera Paese s Nenadem Zimonjićem po třísetovém průběhu 6–7, 6–3 a 7–6. Oba Francouzi tak vybojovali premiérový titul ze závěrečné události sezóny okruhu ATP Tour.

## Nasazení párů
1. Bob Bryan /  Mike Bryan (semifinále)
2. Jonas Björkman /  Max Mirnyj (základní skupina)
3. Wayne Black /  Kevin Ullyett (semifinále)
4. Mark Knowles /  Daniel Nestor (základní skupina)
5. Leander Paes /  Nenad Zimonjić (finále)
6. Michaël Llodra /  Fabrice Santoro (vítězové)
7. Wayne Arthurs /  Paul Hanley (základní skupina)
8. Stephen Huss /  Wesley Moodie (základní skupina)

## Soutěž
| Legenda                                                       |                                                                        |                                                   |
| - Q – kvalifikant - WC – divoká karta - LL – šťastný poražený | - Alt – náhradník - SE – zvláštní výjimka - PR/SR – žebříčková ochrana | - w/o – bez boje - r – skreč - d – diskvalifikace |

### Finálová fáze
|  | Semifinále | Semifinále                     | Semifinále                  | Semifinále | Semifinále |    |                                | Finále | Finále | Finále | Finále | Finále |
|  |            |                                |                             |            |            |    |                                |        |        |        |        |        |
|  | 1          | Bob Bryan Mike Bryan           | 3                           | 67         |            |    |                                |        |        |        |        |        |
|  | 6          | Michaël Llodra Fabrice Santoro | 6                           | 79         |            |    |                                |        |        |        |        |        |
|  | 6          | Michaël Llodra Fabrice Santoro | 6                           | 79         |            | 6  | Michaël Llodra Fabrice Santoro | 6      | 6      | 7      |        |        |
|  |            |                                |                             |            |            | 6  | Michaël Llodra Fabrice Santoro | 6      | 6      | 7      |        |        |
|  |            | 5                              | Leander Paes Nenad Zimonjić | 78         | 3          | 64 |                                |        |        |        |        |        |
|  | 3          | 5                              | Leander Paes Nenad Zimonjić | 78         | 3          | 64 | Wayne Black Kevin Ullyett      | 3      | 4      |        |        |        |
|  | 3          |                                |                             |            |            |    | Wayne Black Kevin Ullyett      | 3      | 4      |        |        |        |
|  | 5          | Leander Paes Nenad Zimonjić    | 6                           | 6          |            |    |                                |        |        |        |        |        |

### Červená skupina
|   |                             | Bryan                   | Knowles Nestor | Paes Zimonjić           | Arthurs Hanley          | Zápasy | Sety          | Hry   | Pořadí |
| 1 | Bob Bryan Mike Bryan        |                         | 6–4, 6–4       | 7–5, 6–7(5–7), 7–6(9–7) | 5–7, 7–6(7–3), 6–7(4–7) | 2–1    | 5–3 (62,50 %) | 50–46 | 1      |
| 4 | Mark Knowles Daniel Nestor  | 4–6, 4–6                |                | 5–7, 7–5, 3–6           | 3–6, 4–6                | 0–3    | 1–6           | 30–42 | 4      |
| 5 | Leander Paes Nenad Zimonjić | 5–7, 7–6(7–5), 6–7(7–9) | 7–5, 5–7, 6–3  |                         | 7–6(7–3), 7–6(8–6)      | 2–1    | 5–3 (62,50 %) | 50–47 | 2      |
| 7 | Wayne Arthurs Paul Hanley   | 7–5, 6–7(3–7), 7–6(7–4) | 6–3, 6–4       | 6–7(3–7), 6–7(6–8)      |                         | 2–1    | 4–3 (57,14 %) | 44–39 | 3      |

Pořadí bude určeno na základě následujících kritérií: 1) počet vyhraných utkání; 2) počet odehraných utkání; 3) vzájemný poměr utkání u dvou hráčů se stejným počtem výher; 4) procento vyhraných setů, procento vyhraných her u třech hráčů se stejným počtem výher, poté poměr vzájemných utkání 5) postavení na žebříčku ATP.

### Zlatá skupina
|   |                                | Björkman Mirnyj | Black Ullyett      | Llodra Santoro | Huss Moodie        | Zápasy | Sety | Hry   | Pořadí |
| 2 | Jonas Björkman Max Mirnyj      |                 | 5–7, 6–4, 4–6      | 6–7(3–7), 4–6  | 2–6, 4–6           | 0–3    | 1–6  | 31–42 | 4      |
| 3 | Wayne Black Kevin Ullyett      | 7–5, 4–6, 6–4   |                    | 3–6, 6–3, 6–4  | 3–6, 7–6(7–1), 6–2 | 3–0    | 6–3  | 48–42 | 1      |
| 6 | Michaël Llodra Fabrice Santoro | 7–6(7–3), 6–4   | 6–3, 3–6, 4–6      |                | 6–4, 4–1r          | 2–1    | 5–2  | 36–30 | 2      |
| 8 | Stephen Huss Wesley Moodie     | 6–2, 6–4        | 6–3, 6–7(1–7), 2–6 | 4–6, 1–4r      |                    | 1–2    | 3–4  | 31–32 | 3      |

Pořadí bude určeno na základě následujících kritérií: 1) počet vyhraných utkání; 2) počet odehraných utkání; 3) vzájemný poměr utkání u dvou hráčů se stejným počtem výher; 4) procento vyhraných setů, procento vyhraných her u třech hráčů se stejným počtem výher, poté poměr vzájemných utkání 5) postavení na žebříčku ATP.